# Josann McGibbon
Josann McGibbon (* 20. Jahrhundert, vor 1972) ist eine US-amerikanische Drehbuchautorin.

## Leben
Josann McGibbon bildet seit Mitte der 1980er Jahre mit Sara Parriott ein Autoren-Duo für Filme und Fernsehserien. Auch sind beide gelegentlich als Executive Producerinnen eingebunden. Zu ihren Kreationen zählen die Filme Drei Männer und eine kleine Lady, The Favor und Die Braut, die sich nicht traut. Für die Miniserie The Starter Wife wurden sie 2007 für zwei Primetime-Emmys nominiert. Ab 2015 schrieben sie die Drehbücher für die Descendants-Filme für Disney.

## Filmografie (Auswahl)
- 1989: Drei Betten für einen Junggesellen (Worth Winning)
- 1990: Drei Männer und eine kleine Lady (3 Men and a Little lady)
- 1994: The Favor – Hilfe, meine Frau ist verliebt! (The Favor)
- 1999: Die Braut, die sich nicht traut (Runaway Bride)
- 2007: The Starter Wife – Alles auf Anfang (The Starter Wife, Fernsehserie, 6 Folgen)
- 2010–2011: Desperate Housewives (Fernsehserie, 3 Folgen)
- 2015: Descendants – Die Nachkommen (Descendants)
- 2017: Descendants 2 – Die Nachkommen (Descendants 2)
- 2019: Descendants 3 – Die Nachkommen (Descendants 3)